# 西村和泉
西村 和泉（にしむら いずみ、1984年9月5日 - ）、旧芸名：郭 智博（かく ともひろ）は、日本の俳優。東京都出身。堀越高等学校卒業。TOM company所属。

## 来歴
キッズモデル出身で、以降はドラマデビュー作（1998年）『聖者の行進』や映画デビューにして初主演となった『青の瞬間』や『リリィ・シュシュのすべて』（共に2001年公開）など多数のドラマや映画に出演。
2004年、映画『花とアリス』で主人公のハナとアリスから思いを寄せられる宮本先輩役を演じ、注目を集める。
2019年、主演を務めた映画『どうしようもない僕のちっぽけな世界は、』が第32回東京国際映画祭 日本映画スプラッシュ部門に正式出品が決定。
2025年1月1日、同日付で芸名を郭智博から西村和泉に改名することが発表された。なお、「西村」姓は本名から取られている。

## 人物・エピソード
- 特技はマジック、ピアノ、ダンス、サッカー。趣味は映画鑑賞、音楽鑑賞、ゲーム。
- 『DOCUMENT OF KYOSUKE HIMURO “POSTSCRIPT”[3]』では一部の収録が氷室の東京ドーム公演のリハーサル中に撮影されたが、撮影が終わった後もリハーサルを見ていたところ、氷室本人が郭を指し「俺の息子にすごく似てる」と言われたという[4]。

## 出演

### 映画
- リリィ・シュシュのすべて（2001年10月6日公開） - 多田野雅史 役
- 青の瞬間（2001年5月19日公開） - 主演・北山達夫 役
- 花とアリス（2004年3月13日公開） - 宮本雅志（爆発家五郎） 役
- スクールデイズ school daze（2005年12月10日公開） - 水野努（秀一）役
- BLUE FILMS〈恋ノハナシ〉NATSUMISAN（2005年製作、2009年6月20日公開） - 大橋役
- 夜のピクニック（2006年9月30日公開） - 戸田忍 役
- 虹の女神（2006年10月28日公開） - 前田 役
- 雨の翼（2008年2月9日公開） - 山下修 役
- 天国はまだ遠く（2008年11月8日公開） - 真鍋久秋 役
- おと・な・り（2009年5月30日公開） - 桜井 役
- 恐怖（2010年7月10日公開）
- 君の好きなうた（2011年9月3日公開）- 長清聡介 役
- 家族X（2011年9月24日公開、吉田光希監督） - 橋本宏明 役
- 心中天使（2011年2月5日公開、一尾直樹監督）- 主演・ユウ 役
- 大奥〜永遠〜［右衛門佐・綱吉篇］（2012年12月22日公開） - 中村 役
- 遠くでずっとそばにいる（2013年6月15日公開）－手島幸生 役
- HOMESICK（2013年8月10日公開、廣原暁監督）- 主演・沢北健二 役
- 南風（なんぷう）（2014年7月12日公開、萩生田宏治監督）- 植村豪 役
- リップヴァンウィンクルの花嫁（2016年3月26日公開、岩井俊二監督）
- 太陽の蓋（2016年7月16日公開、佐藤太監督）
- DOCUMENT OF KYOSUKE HIMURO “POSTSCRIPT” THEATER EDITION（2016年7月1日公開）
- 日活ロマンポルノ・リブート・プロジェクト「牝猫たち」（2017年1月14日公開、白石和彌監督）- 高田 役[5]
- 戦場へ、インターン（2017年3月11日公開、藪下雷太監督）- 中川博之 役
- 星に願いを 第2話 「運命と出会うまでの1週間」（2018年1月11日公開、ネスレシアター on YouTube）- 白雪 役
- ホペイロの憂鬱（2018年1月13日公開）- 森陽介 役
- 新聞記者（2019年6月23日公開、藤井道人監督）- 関戸保 役
- ちょっと思い出しただけ（2022年2月11日公開、松井大悟監督） - タクシー乗客 役
- 世の中にたえて桜のなかりせば（2022年4月1日公開、三宅伸行監督）
- どうしようもない僕のちっぽけな世界は、（2022年6月25日公開、倉本朋幸監督）

### Vシネマ
- 呪怨2（2000年公開） - 鈴木信之 役

### 劇場アニメ
- 花とアリス殺人事件（2015年2月20日公開） - 朝長先生 役
- GANTZ:O（2016年10月14日公開） - 西丈一郎 役[6]

### テレビドラマ

#### 郭智博名義
- 聖者の行進 （1998年1月9日 - 3月27日、TBS） - 町田敦 役
- 神様、もう少しだけ 第7話（1998年8月18日、フジテレビ）
- 弁護士迫まり子の遺言作成ファイル2「時効」（2000年2月14日、TBS） - 一ノ瀬俊介（中学生） 役
- ドラマDモード 深く潜れ〜八犬伝2001〜 （2000年10月3日 - 12月12日、NHK） - 井上陽二 役
- 学校の怪談 春の呪いスペシャル 第4話「おぞけ」（2000年3月28日、関西テレビ）
- ハンドク!!! （2001年10月10日 - 12月12日、TBS） - 筑前正一郎 役
- 大河ドラマ 利家とまつ〜加賀百万石物語〜 （2002年、NHK） - 前田利勝 役
- ドラマ30 キッズ・ウォースペシャル〜ざけんなよ〜 （2002年7月20日、TBS） - 池田直也 役
- Stand Up!! （2003年7月４日 - 9月12日、TBS） - 水沢圭太 役
- 坊さん弁護士・郷田夢栄 第1作「17才の殺人者」（2003年1月29日、テレビ東京） - 小針晴男 役
- 異議あり!女弁護士大岡法江 第3話 （2004年1月22日、テレビ朝日） - 高梨寛生 役
- 引越しの日に出会った （2004年7月21日、読売テレビ） - 村上温 役
- 火曜サスペンス劇場 十七年目の秘密〜定時制教師 石本歩〜 （2004年9月7日、日本テレビ） - 遠藤孝輔 役
- めだか 第6話 （2004年11月9日、フジテレビ） - 芹沢賢吾 役
- 花より男子 第1話 （2005年10月21日、TBS） - 猿渡慎吾 役
- 青春★ENERGY もうひとつのシュガー&スパイス 大学生カップル編 （2006年8月30日、フジテレビ） - 沢井由隆 役
- 少しは、恩返しができたかな （2006年3月22日、TBS） - 森野孝之 役
- 石田衣良プロデュースドラマ 37℃〜日本の恋愛温度を1℃上げよう!〜 （2006年7月23日、読売テレビ） - 伊達良介 役
- 花より男子2（リターンズ） 第1話 （2007年1月5日、TBS） - 猿渡慎吾 役
- ROOKIES 第8話 （2008年6月28日、TBS） - 元野球部3年生小林 役
- Around40〜注文の多いオンナたち〜 第6話（2008年5月16日、TBS） - 神林博義 役
- 七瀬ふたたび（2008年10月9日 - 12月11日、NHK） - 岸谷直人（ヘンリー） 役
- わたしが子どもだったころ（宮本亜門編）（2008年11月5日、NHK） - 宮本亜門 役
- こちら葛飾区亀有公園前派出所 最終話（2009年9月26日、TBS） - ヒロシ 役
- 四つ葉神社ウラ稼業 失恋保険〜告らせ屋〜 第12話（2011年6月23日、読売テレビ） - 村尾圭介 役
- 連続テレビ小説 カーネーション （2012年2月8日-、NHK） - 斎藤源太 役
- 鍵のかかった部屋 第7話 （2012年5月28日、フジテレビ） - 西野猛 役
- ハンチョウ〜警視庁安積班〜 第10 - 12話（2012年6月11日 - 25日、TBS） - 三神雅也 役
- 女秘匿捜査官 原麻希（2012年7月13日、フジテレビ） - 桑野学 役
- 車イスで僕は空を飛ぶ（2012年8月25日、日本テレビ） - 観光客
- 走馬灯株式会社 第8話（2012年9月3日、TBS） - 長澤比佐志 役
- おトメさん（2013年1月17日 - 3月14日、テレビ朝日） - 水沢優太 役
- 小暮写眞館 第3回（2013年4月14日、NHK BSプレミアム）- 足立文彦 役
- 潜入探偵トカゲ 第4話（2013年5月9日、TBS） - 佐藤陽介 役
- 町医者ジャンボ!! 第5 - 最終話（2013年8月1日 - 9月26日、読売テレビ） - 倉橋次郎 役
- 稀代の悪女シリーズ 銭女 （2014年4月11日、フジテレビ） - 黒川徹男 役
- パンドラ〜永遠の命〜 （2014年4月27日、WOWOW）- 木村和晴 役
- ホワイト・ラボ〜警視庁特別科学捜査班〜 第7話（2014年5月26日、TBS） - 長束直也 役
- 僕らはみんな死んでいる♪（2014年7月1日 - 9月2日、TBS関東ローカル）- 小野寺真 役
- 終の棲家（2014年7月20日・27日、NHK BSプレミアム）- 松江信二 役
- ほんとにあった怖い話 15周年スペシャル「腕をちょうだい」（2014年8月16日、フジテレビ）- 吉岡 役
- She（2015年4月18日 - 5月16日、フジテレビ）- 所轄署生活安全課・川上 役
- 予告犯－THE PAIN－（2015年6月7日 - 7月5日、WOWOW） - 林田龍雄 役
- アカギ（2015年7月17日 - 9月18日、BSスカパー！） - 岡本 役
- 相棒 season14 第10話（2016年1月1日、テレビ朝日）- 柄谷時生 役
- 荒地の恋（2016年1月9日 - 2月6日、WOWOW）- 田所秀夫 役
- ひぐらしのなく頃に（2016年5月20日 - 6月24日、BSスカパー!） - 入江京介 役
- CROW'S BLOOD（2016年7月23日 - 8月27日、Hulu） - 立花義男 役
- ひぐらしのなく頃に 解（2016年11月25日 - 12月16日、BSスカパー!） - 入江京介 役
- マッサージ探偵ジョー 第4話（2017年4月30日、テレビ） - 柏崎海斗 役
- 孤食ロボット（2017年6月20日 - 8月22日、日本テレビ） - 永田春 役
- トットちゃん!（2017年10月 - 12月、テレビ朝日） - 畑栄 役
- 噂の女 第2話、第5 - 最終話（2018年5月19日 - 6月23日、BSジャパン） - 吉本拓美 役
- 限界団地（2018年6月2日 - 7月28日、フジテレビ） - 二宮勇人 役
- 塔馬教授の天才推理3「からくり人形殺人事件」（2019年3月9日、フジテレビ） - 池上隆一（深町泰夫）役
- 絶叫（2019年3月24日 - 4月14日、WOWOW）- 河瀬礼二 役
- ピュア! 〜一日アイドル署長の事件簿〜 第3話（2019年8月14日、NHK総合） - 神谷信一 役
- シャーロック 第9話（2019年12月2日、フジテレビ）- 新井伸吾 役

#### 西村和泉名義
- 憶えのない殺人（2025年2月22日、NHK BS / 放送日未定、NHK BSプレミアム4K） - 桧沢肇 役[7]

### ケータイドラマ・配信ドラマ
- わたしが死んでも世界は動く （2008年9月11日 - 、au oneビデオ）
- au LISMO Channel ドラマ 「恋ばな-スイカと絆創膏-」（2009年）
- nottv ドラマ　「僕らはみんな死んでいる♪」（2013年12月2日 - 2014年2月14日、nottv） - 小野寺真　役
- フジコ（2015年11月13日 - 、Hulu / J:COM） - 裕也役
- DOCUMENT OF KYOSUKE HIMURO “POSTSCRIPT” PERFECT EDITION（2016年5月20日 - 、Hulu）
- CROW'S BLOOD（2016年7月 - 、Hulu） - 立花義男 役

### CM
- 三共 新ルルK錠-熱カゼの彼篇-（2003年）
- NTTドコモ中国 505iS“雪のひとひら”篇
- 資生堂 SEABREEZE - 先輩 役
- 永谷園 あさげ「朝の恋」篇
- Microsoft Surface×Number オシム語る
- 東京海上日動火災保険 挑戦シリーズ・背中を押す者（開発）篇（2017年3月）
- 京都トヨタ企業TVCM「初めての整備場」篇（2017年）

### 舞台
- 理由なき反抗（2005年4月3日 - 24日、堤幸彦演出） - バズ・ガンダーソン 役
- チャイムが鳴り終わるとき （2011年8月10日 - 14日、倉本朋幸演出） - 主演・幸田貴史 役
- 好き好き大好き超愛してる。 （2012年11月7日‐11日、倉本朋幸演出） - 主演・治 役[8]

### ゲーム
- es（2001年、セガ） - 塩崎清竹 役

### 短編映画
- ヒーロー×ヒーロー（2012年、谷健二監督）

### ミュージックビデオ
- salyu『飛べない翼』
- 牧野由依『ふわふわ♪』（2010年）
- ナスカ『ベートーベン』
- クリープハイプ『寝癖』
- ikire『beautiful』（2020年：岩井俊二監督プロデュース）